# Pojken som åt i kapp med jätten
Pojken som åt i kapp med jätten är en svensk folksaga som handlar om en pojke som med list och fusk lyckas besegra en jätte.
En liknande berättelse finns om guden Tor.

## Handling
Det var en gång en vallpojke som vallade sina getter i närheten av en stuga där det bodde en jätte. Pojken tog en bit ost och rullade i aska och stoppade på sig. Nästa gång pojken gick förbi med sina getter stormade jätten ut ur stugan, plockade upp en stenbumling och krossade den i handen medan han hotade pojken med att nästa gång så skulle det vara pojken som krossades i hans hand. Pojken lät sig inte skrämmas, utan plockade fram ostbiten, som nu såg ut som en sten och kramade den så vasslen rann mellan fingrarna på honom och sa att han skulle krama ur jätten som han gjorde med stenen, vilket skrämde jätten som gick in till sitt. När de möttes nästa dag föreslog pojken att de skulle tävla i yxkastning, den som kunde kasta så högt att yxan inte föll ned skulle vinna. Jätten kastade mycket högt, men yxan föll dock ändå ned. När det var pojkens tur att kasta smög han ned yxan i sin ryggsäck i kaströrelsen utan att jätten hann se det, och gav på så sätt intryck av att han kastat upp yxan, men att den inte kom tillbaka. 
När de träffades nästa gång skulle de hugga ned en ek. Jätten frågade pojken om han ville hugga eller hålla, men när pojken fattade tag i toppen av trädet, som jätten vikt ned, så slungades pojken iväg. När han kom tillbaka frågade han jätten om han kunde göra ett sådant hopp, och om han inte tordes så skulle jätten både hugga och hålla. När trädet var nedhugget och skulle släpas hem så frågade jätten om pojken ville bära i toppen eller rotänden och pojken svarade att han skulle bära vid rotänden. Jätten började släpa trädet i toppen, och pojken gömde sig i grenverket. Jätten frågade gång på gång om pojken var trött än, men pojken svarade att det var han inte och spelade förvånad över att jätten verkade trött. Även då de skulle tröska så kom pojken undan genom att bestämma att de skulle göra det i gryningen och slå med en käpp o samma takt som jätten. Jätten försökte testa pojken genom att säga att han skulle ställa in oxarna på den plats dit hunden gick, vilket var under stugan. Skulle pojken orka att lyfta upp stugan? Pojken valde istället att slakta oxarna och slänga in delarna under huset. 
Nu hade jätten tröttnat på pojken och rådfrågade sin maka hur han skulle göra för att bli av med honom och hon föreslog att han skulle slå ihjäl pojken med en klubba då han sov. Pojken hade dock tjuvlyssnat på deras samtal och kände till deras hemska plan och lade därför en mjölkkärna i sängen och gömde sig. Jätten blev mycket nöjd efter att ha klubbat till bultet i sängen så det stänkte på väggarna, då han trodde att det var pojkens hjärnsubstans. Jätteparet blev mycket förvånat då pojken dök upp på morgonen och jätten erkände att han trott att han slagit ihjäl pojken under natten. Pojken svarade att det hade känts som ett loppbett. Till kvällen föreslog pojken en grötätartävling. Han hade förberett sig med att ta på sig sin ryggsäck bak och fram, och öste mycket av gröten i säcken när han åt. Jätten blev förundrad hur mycket den lille pojken kunde äta och frågade honom hur. Pojken berättade att han brukade skära upp magen så att maten rann ur när han blev mätt, och visade genom att skära upp ryggsäcken han hade på sin mage. Jätten tyckte att det lät som en bra idé och skar upp sin mage och dog. Pojken tog allt gods i stugan och försvann.